# Kuruselyav
Kuruselyav är ett periodiskt vattendrag i Armenien. Det ligger i den centrala delen av landet, 15 kilometer sydost om huvudstaden Jerevan.
Trakten runt Kuruselyav består i huvudsak av gräsmarker. Runt Kuruselyav är det ganska tätbefolkat, med 155 invånare per kvadratkilometer.